# Фелікс Гайяр
Фелікс Гайяр д'Ема (фр. Félix Gaillard d'Aimé; 5 грудня 1919, Париж — 10 липня 1970, узбережжя Джерсі) — французький політик, прем'єр-міністр Франції з 6 листопада 1957 до 13 травня 1958, діяч Радикальної партії, її лідер в 1958—1961.

## Біографія
Фелікс Гайяр д'Ема народився 5 грудня 1919 року в місті Парижі.
Під час Другої світової війни брав участь в русі Опору; працював у його фінансовому комітеті.
У 1946 році він був обраний депутатом Національних зборів від департаменту Шаранта. У період Четвертої республіки займав різні міністерські пости, в тому числі міністра економіки і фінансів в 1957 році. Відразу після цього обраний прем'єр-міністром, наймолодшим за всю історію Франції.
У березня 1958 року уряду Гайяра був винесений вотум недовіри після бомбардування туніського села Сакиет-Сіді-Юссеф, прикордонного з Алжиром, що викликало тритижневий політичну кризу.
У період П'ятої французької республіки прагнув до об'єднання всіх центристських партій.
Фелікс Гайяр д'Ема трагічно загинув 10 липня 1970 в зіткненні яхт біля узбережжя Джерсі.